# Oden van Salomo
De Oden van Salomo zijn 42 oden of psalmen die werden toegeschreven aan koning Salomo maar pseudepigrafisch zijn. Ze werden geschreven in de 2e eeuw of 3e eeuw in het Syrisch. Ze behoren tot de gnostische en vroegchristelijke literatuur, al is het mogelijk dat de christelijke elementen later zijn toegevoegd. De dichtwerken drukken extase uit en gaan over verlossing. Ze vertonen veel beeldgebruik, en zijn anti-marcionisch. Het odenboek vertoont overeenkomsten met het manicheïsche Psalmenboek; beide staan in dezelfde traditie van Syrische hymnologie. 